# Mutaguppe, Sorab
Mutaguppe là một làng thuộc tehsil Sorab, huyện Shimoga, bang Karnataka, Ấn Độ.